# Grotte de Hira
Pour l’article homonyme, voir Hira.

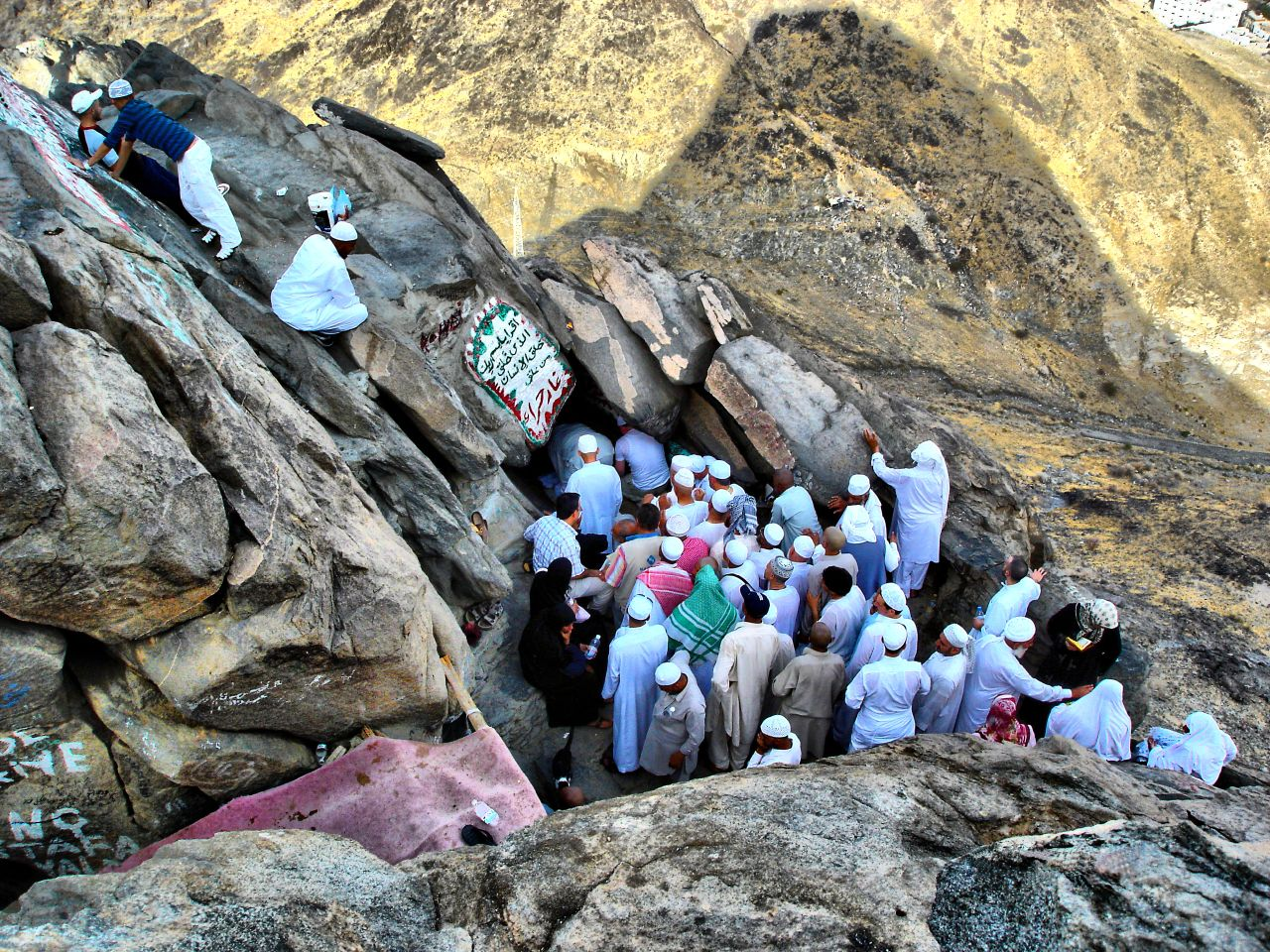
La caverne de Hira, l'endroit où Mahomet aurait reçu les premiers versets du Coran.

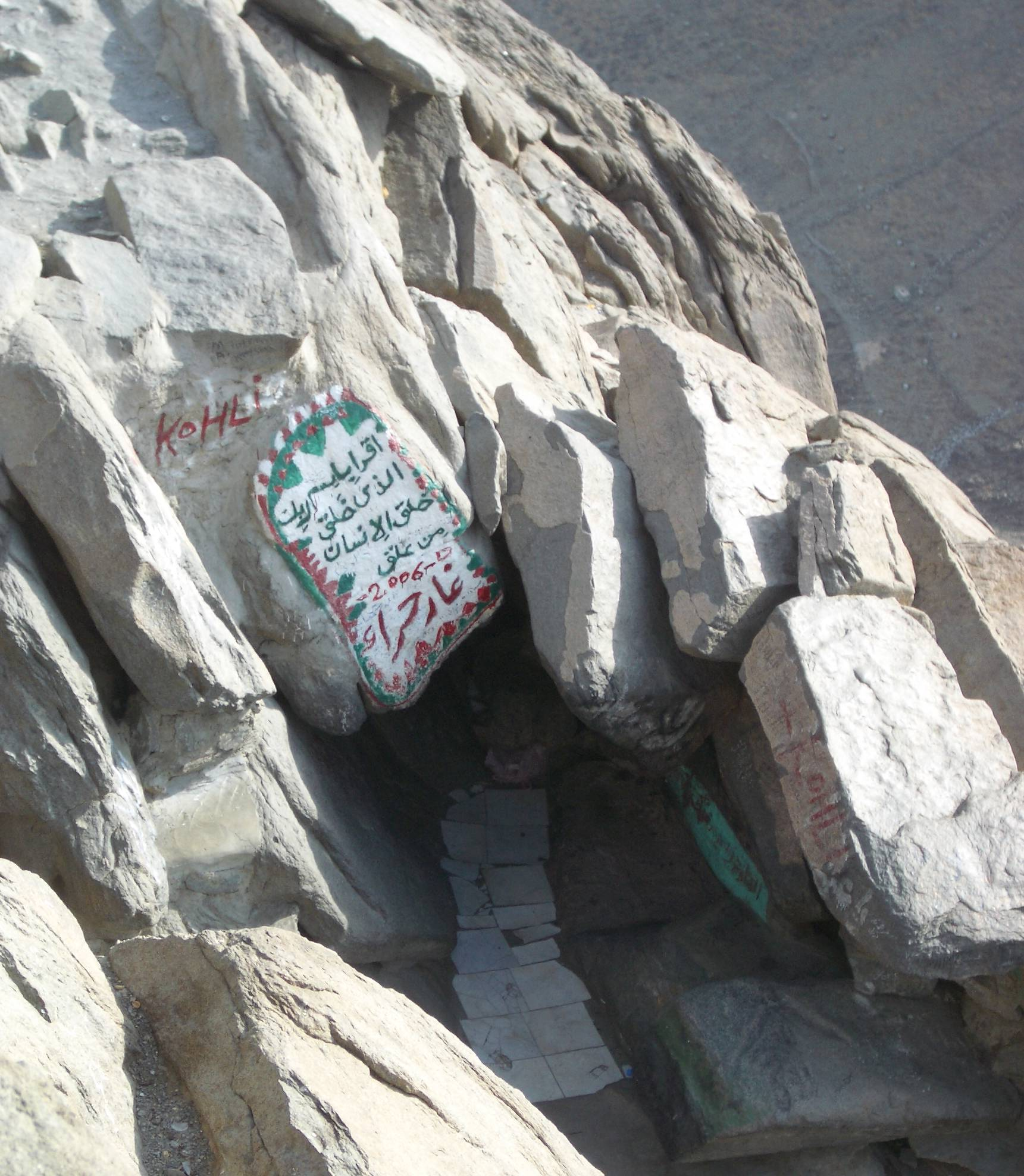
Entrée de la grotte.

La grotte de Hira (en arabe : ḡār ḥirāʾ, غار حراء, toponyme signifiant littéralement « grotte de la recherche ») est l'endroit où, selon la tradition musulmane, Mahomet aurait reçu ses premières révélations de Dieu (Allah en arabe) à travers l'ange Gabriel pendant le mois de  Ramadan, en juillet ou août 610.

## Historicité
Mahomet effectue de nombreuses retraites spirituelles (appelées taḥannuth, elles consistent en la pratique d'actes d'adoration durant un certain nombre de nuits consécutives), à l'instar de ce que font les hunafâ, des ascètes de tendance monothéiste qui annoncent la fin des temps. Selon les Chroniques de Tabari écrites au Xe siècle, les hommes pieux se rendent chaque année au mois de rajab sur le sommet de cette montagne où chaque tribu avait « un endroit où l'on avait élevé des constructions dans lesquelles on passait le temps de la retraite ».
Selon Jacqueline Chabbi, historienne des débuts de l'Islam, la tradition musulmane se complait « dans les récits mythifiants qui magnifient le rôle de Gabriel… présenté comme celui qui contraint Mahomet, encore inconscient de son destin prophétique, à proférer les premiers mots de la révélation ». En effet, le passage réputé premier, celui des cinq premiers versets de la sourate XCVI qui met en scène la figure angélique, a « des connotations déjà trop bibliques », faisant apparaître « un dieu créateur que le milieu local d'appartenance de Mahomet excluait pour le compte de ses propres croyances ». Chabbi conclut que « l'historien doit renoncer à Gabriel comme intermédiaire de la révélation à Mahomet ».

## Localisation
La caverne de Hira est identifiée aujourd'hui comme la grotte située sur le Jabal al-Nour (ou Djabal al-Nur, oronyme signifiant « Mont de la Lumière »), une montagne — plus exactement une colline — culminant à 642 m, située à peu près à 4 km au nord-ouest de La Mecque dans la région du Hedjaz en Arabie saoudite.

## Tourisme
La cavité est située à 270 m d'altitude et a comme dimension 3,70 m de longueur pour 1,75 m de largeur. Pour y accéder, le touriste doit gravir 1 880 marches[réf. souhaitée]. 
De nombreux touristes escaladent la montagne quotidiennement toute l'année. Les marches de l'escalier sont polies après le passage de millions de visiteurs depuis des siècles. Les murs de la grotte connaissent une grande érosion, à force d'être touchés par des millions de mains de touristes, qui sont difficiles à surveiller, vu que l'espace est étroit, et les lieux très accidentés d'un point de vue géologique.
Cette visite ne fait pas partie des rituels des petit et grand pèlerinages. Elle est même déconseillée par les autorités car elle est fatigante, dangereuse, et n'apporte aucune récompense, contrairement aux prières dans la ville. En conséquence, d'autres visiteurs, de passage à l'occasion d'un tour de la ville en car, restent brièvement au pied de la montagne, avant de repartir sans s'attarder.